# Nationaal park Batang Gadis
Nationaal park Batang Gadis is een park in Indonesië. Het ligt nabij de stad Panyabungan in de provincie Noord-Sumatra op het eiland Sumatra.